# Cheilanthes marginata
Cheilanthes marginata là một loài thực vật có mạch trong họ Adiantaceae. Loài này được Kunth miêu tả khoa học đầu tiên năm 1815.